# Pop-Telescoop
Pop-Telescoop was een Nederlands muziektijdschrift dat verscheen eind jaren 60, begin jaren 70. Het eerste nummer kwam uit in 1968. De ondertitel was "Weekblad voor de Nederlandse showbusiness". Het werd uitgegeven door Showunie uit Amsterdam. Het weekblad, bestaande uit 4 pagina's, was in zwart-wit gedrukt. Het bevatte nieuws over artiesten, de popagenda en reclame. De meeste plaats werd ingeruimd voor hitlijsten en tiplijsten.
Begin jaren 70 stonden de volgende lijsten in Pop-Telescoop:
- Hilversum 3 Top 30 (als Nationale Top 30)[1]. De hitlijst heette overigens vanaf 2 april 1971 de Daverende Dertig. Vanaf 29 juni 1974 werd de Nationale Hitparade gepubliceerd
- Hilversum 3 Tip 10, later Tip 15, Tip 20 en Tip 30
- Veronica Top 40. Vanaf 3 oktober 1974 werd vanaf dan de Nederlandse Top 40 onder deze nieuwe naam gepubliceerd. Vanaf deze donderdag de nationale dnnderdagmiddag gebeurtenis  begon de TROS (t/m 20 mei 1976) met het uitzenden van de tipplaat Alarmschijf, de Tipparade en de Nederlandse Top 40, die het als kersverse A-omroep naar Hilversum 3 had gehaald.
- Tipparade
- Radio Noordzee Top 50 (tot 1 september 1974)
- Radio Luxemburg Top 25
- Hilversum 3 LP Top
- Top 10 Musicassettes
- Amsterdamse Top 10
- Nederlandse Top 10
- Vlaamse Radio 2 Top 30

Voorts werden de Troetelschijf (#1 van de Hilversum 3 tiplijst), Alarmschijf (#1 van de Tipparade) en Treiterschijf (tip van Radio Noordzee) vermeld. Tevens stond de Hilversum 3 LP Tip in het blad.